# Ichtyologie
Ne doit pas être confondu avec Ichnologie.
L’ichtyologie (des termes grecs: ἰχθύς, ikhthus, « poisson » ; et λόγος, logos, « discours ») est la branche des sciences naturelles qui étudie les poissons des points de vue phylogénétique, morphologique, anatomique, physiologique, écologique, éthologique et systématique.
Les animaux étudiés par les ichtyologistes sont les poissons osseux (Osteichthyes), les poissons cartilagineux (Chondrichthyes) et les agnathes (différenciés des poissons mais vivant en milieu aquatique). Les poissons ont traversé des millénaires d'évolution, et on recense autant d'espèces que tous les vertébrés regroupés. Si la plupart des espèces sont certainement aujourd'hui connues et décrites, l'étude biologique et la physiologie comportementale des poissons restent un domaine ouvert.
L'ichtyologie fait appel à la biologie marine, à la limnologie et à l'océanographie. L'étude des poissons fossiles s'appelle la paléoichtyologie.

## Histoire de l'ichtyologie
L'observation des poissons est, bien sûr pour la pêche, une pratique ancestrale. Cependant, très tôt, l'étude des poissons a largement débordé ce cadre puisqu'au IIIe millénaire av. J.-C. les Égyptiens, puis les Romains utilisaient les poissons électriques comme électrothérapie. Cependant, cette science ne s'est développée qu'à partir de Carl von Linné et de la classification systématique. Georges Cuvier allait ensuite donner une impulsion qui contribua à l'émergence de la théorie de l'évolution. À la fin du XIXe siècle se crée une discipline étudiant les mers et les océans, l'océanographie, l'ichtyologie devenant une de ses branches.
De nombreux domaines restent à explorer, par exemple concernant la vie des poissons des grands fonds ou d'autres milieux extrêmes, les relations et interactions durables entre les poissons et leurs parasites et prédateurs, ou encore concernant la génétique des populations ou l'effet des introductions d'espèces devenues invasives ou susceptibles de le devenir. On ne sait toujours pas comment et où se reproduisent les anguilles, ni comment la plupart des poissons vivent en hiver sous la glace dans les régions de haute altitude ou boréales froides caractérisées par des cycles annuels très exacerbés (soleil de minuit, gradients élevés de température...) ; la plupart des travaux scientifiques sur l'hivernage des poissons ont été conduits à des températures de l'eau situées au-dessus du point de congélation, sans présence complète de glace (Huusko et al., 2007). Les nouveaux moyens de la génétique (barcoding moléculaire et métabarcoding notamment, de même que la télémétrie passive et active, ainsi que l'imagerie subaquatique devraient permettre de nouveaux progrès en ichtyologie. Les effets directs et indirectes, immédiats et différés des différents modes de gestion ou de non-gestion des stocks halieutiques sont également encore mal compris, de même que les capacités d'adaptation et de résilience des populations de poissons des lacs, mares, marais, récifs coralliens, etc. et cours d'eau pollués ou fragmentés (face aux pollutions, aux perturbateurs endocriniens, pesticides nanoproduits, etc. ou face au dérèglement climatique.

## Écologie
Les poissons sont étudiés de divers points de vue : 
- phylogénétique ;

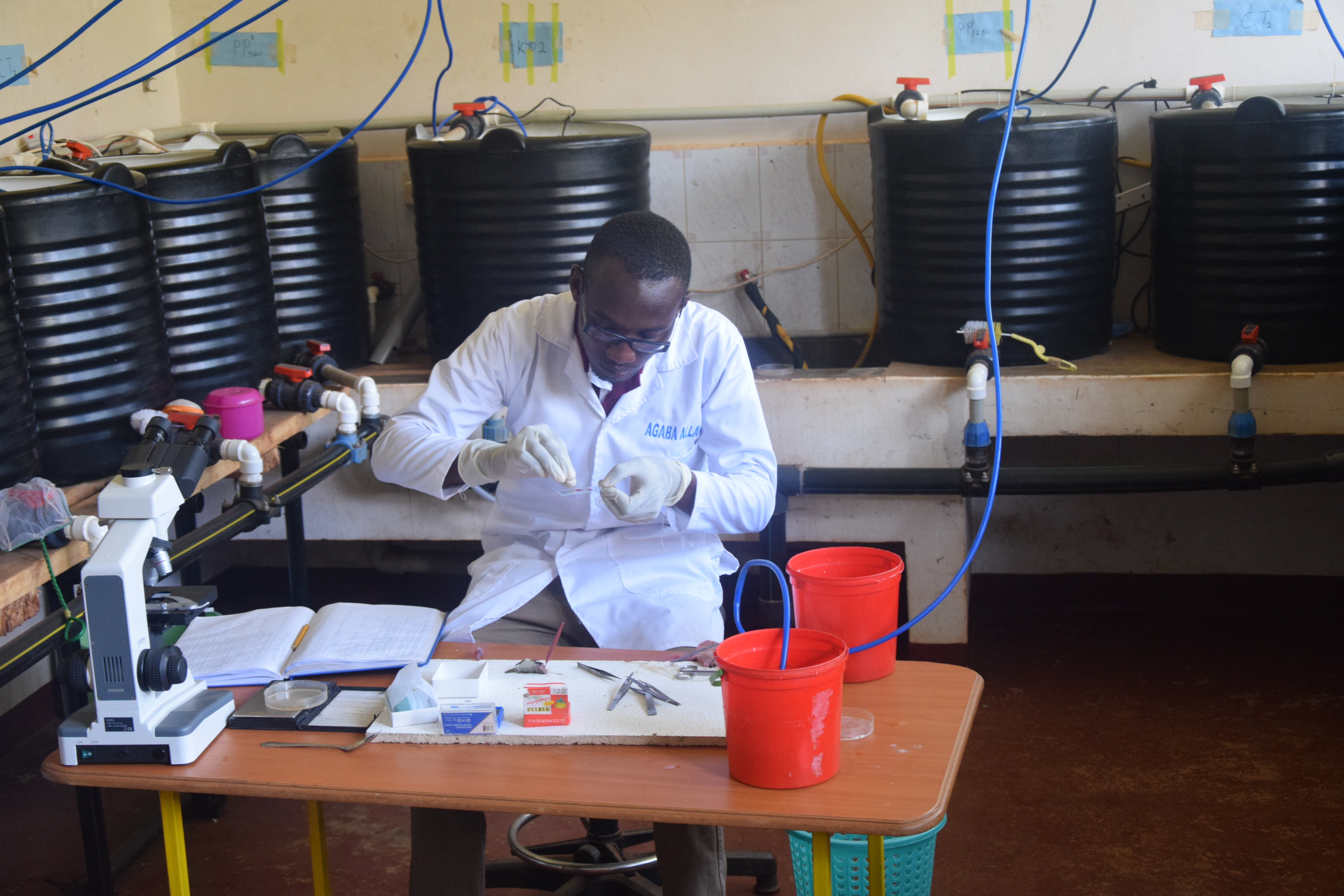
Ichtyologiste dans son laboratoire en Ouganda.

- reproduction (ovipare, vivipare, ovo-vivipare, s'occupant ou non des œufs ou des larves...) ; selon le lieu où les œufs ou larves sont déposés (Pelagophile, Lithophile, Phytolithophile, Phytophile Polyphile...) ;
- comportement (éthologie) : leur comportement, grégaire ou non, mobiles ou sédentaires ;
- dynamique des populations
- âge et démographie ; l'âge étant généralement mesuré par observation des otolithes (ce qui implique de tuer le poisson) ;
- leur place ou rôle dans l'écosystème ; on les classe ainsi selon leurs préférences alimentaires en omnivore, herbivore, piscivore/carnivore, benthophage, parasites (ex. : Lamproies), etc. ;
- ou selon leurs préférences écologiques et d'habitats ; marin, dulcaquicoles, d'eau saumâtre,
- selon qu'ils soient migrateurs ou non,
- etc.

## Conversion taille-poids
La taille et le poids des poissons sont deux facteurs importants pour l'évaluation de la qualité des populations de milieux naturels.
Il est possible de convertir par une équation simple la taille en poids, pour chaque espèce (moyennes ; voir exemples ci-dessous). P en grammes et L en millimètres.
| Nom vernaculaire  | Nom scientifique            | Équation                 |
| ----------------- | --------------------------- | ------------------------ |
| Gardon            | Rutilus rutilus             | P = 4,24 × 106 × L3.192  |
| Rotengle          | Scardinius erythrophthalmus | P = 3,51 × 10−6 × L3.251 |
| Brème             | Abramis brama               | P = 3,87 × 10−6 × L3.196 |
| Poisson-chat      | Ictalurus melas             | P = 8,81 × 10−6 × L3.101 |
| Brochet           | Esox lucius                 | P = 2,24 × 10−6 × L3.189 |
| Anguille d'Europe | Anguilla anguilla           | P = 4,14 × 10−7 × L3.24  |
| Gambusie          | Gambusia affinis            | P = 2,26 × 10−5 × L2.796 |
| Perche soleil     | Lepomis gibbosus            | P = 1,07 × 10−5 × L3.141 |

## Publications modernes
| Publication                                | Fréquence                       | Parution depuis... | Organismes affiliés                                   |
| ------------------------------------------ | ------------------------------- | ------------------ | ----------------------------------------------------- |
| Copeia                                     | Semestriel                      | 27 décembre 1913   | American Society of Ichthyologists and Herpetologists |
| Journal of Applied Ichthyology             | Bimensuel                       | inconnue           | Blackwell Publishing                                  |
| Cybium, revue internationale d’ichtyologie | Société française d'ichtyologie | 1977               | CybiumSFI                                             |